# ببجي موبايل الهند
باتل غراوندز موبايل إنديا (بالإنجليزية: Battlegrounds Mobile India)‏ والمعروفة أيضاً باسم ببجي موبايل إنديا (بالإنجليزية: pubg mobile india)‏ هي لعبة فيديو باتل رويال من تطوير ونشر كرافتون غيم يونيون، صدرت في 2 يوليو 2021 وتعمل على أجهزة أندرويد وآي أو إس. اللعبة مخصصة للاعبين الهنود.
تعتمد اللعبة تقريباً نفس أسلوب اللعبة الأصلية (ببجي)، وفكرتها هي قتال ما يصل إلى مئة لاعب في معركة، حتى يظل آخرهم على قيد الحياة ويعتبر منتصرا.
وقد حصلت اللعبة على أزيد من 50 مليون عملية تنزيل على جوجل بلاي.